# Oziornyj (rejon rieżewski)
Oziornyj (ros. Озёрный) – osiedle w Rosji, w obwodzie swierdłowskim, w rejonie rieżewskim. W 2021 liczyło 534 mieszkańców.